# Grote koevogel
De grote koevogel (Molothrus oryzivorus) is een zangvogel uit de familie Troepialen (Icteridae).

## Verspreiding en leefgebied
Deze soort komt voor in oostelijk Mexico via noordelijk Zuid-Amerika en telt 2 ondersoorten:
- Molothrus oryzivorus impacifus: van oostelijk Mexico tot westelijk Panama.
- Molothrus oryzivorus oryzivorus: van centraal Panama tot Peru, Bolivia en noordelijk Argentinië.